# Cao Ly Hiển Tông
Cao Ly Hiển Tông (chữ Hán: 高麗 顯宗, Hangul: 고려 현종, Golyeo Hyeonjong; 1 tháng 8 năm 992 – 17 tháng 6 năm 1031, trị vì 1009 – 1031) là quốc vương thứ 8 của vương triều Cao Ly tại Triều Tiên. Ông là vương tôn của Cao Ly Thái Tổ. Ông có tên húy là Vương Tuân (王詢, 왕순, Wang Sun), tên tự là An Thế (安世, 안세, Anse).

## Thân thế
Năm 679, mẹ ông là Hiến Trinh Vương hậu cùng với dì ông là Hiến Ai Vương hậu được gả cho vua Cao Ly Cảnh Tông. Sau khi vua Cao Ly Cảnh Tông băng hà năm 981, mẹ ông mới chỉ vừa 15. Cậu của ông là Vương Trị lên ngôi, tức là vua Cao Ly Thành Tông.
Là một góa phụ, bà ta chuyển đến nhà mẹ đẻ bên ngoài cung điện ở Khai Thành; ngôi nhà gần với người chú cùng cha khác mẹ của bà ta, Vương Uất, nằm ở chùa Vương Luân tự (왕륜사, 王輪寺), núi Songak. Vì luật pháp Cao Ly cấm thái hậu tiếp cận những người đàn ông khác nên bà ta thường đến thăm ông và khi họ dành thời gian bên nhau, họ trở nên thân thiết. Mười năm trôi qua: bà ta đã ngoài hai mươi, còn ông ta đã ngoài 50.
Một ngày nọ, Hiến Trinh Vương hậu nằm mơ thấy được leo lên núi Songak và đi tiểu từ trên đỉnh núi, tràn ngập khắp đất nước và biến nó thành biển nước bạc. Choáng váng, bà ta hỏi ý kiến một cung nữ rất giỏi giải mộng. Người cung nữ này tiên đoán rằng nếu sinh được một đứa con trai thì người con trai đó sẽ trở thành vua của Cao Ly và cai trị đất nước Cao Ly. Bà ta nói: "Ta đã góa bụa rồi, làm sao có con trai được?" và khiển trách người giúp việc.
Vương tử Vương Uất (왕욱) thường xuyên qua lại cung phủ của mẹ ông. Từ đó hai người nảy sinh tình cảm. Một đêm năm 991, sau khi cầu nguyện cho hạnh phúc của người chồng quá cố (Cao Ly Cảnh Tông) tại chùa Vương Luân tự, Vương Uất và Hiến Trinh Vương hậu đã tư thông với nhau. Kết quả là Hiến Trinh Vương hậu đã mang thai.
Theo Cao Ly sử, vào cuối tháng 7 năm 992, khi Hiến Trinh Vương hậu đang ở nhà của Vương Uất, một nô lệ đã chất củi ngoài sân rồi đốt lửa. Ngay khi ngọn lửa bắt đầu lan rộng, một vị quan đã chạy đến dập lửa. Cao Ly Thành Tông cũng lao vào giải cứu họ và khi phát hiện ra việc Hiến Trinh Vương hậu đang có thai với Vương Uất. Nổi giận, Cao Ly Thành Tông đã hạ lệnh lưu đày Vương Uất đến Sasu-hyeon (nay là Sacheon-si, Gyeongsangnam-do, Hàn Quốc) để trị tội. Sử sách cho biết Hiến Trinh Vương hậu đã khóc trong xấu hổ và trở về dinh thự của mình, nhưng ngay khi bà ta đến cổng, đã có một chuyển động của thai nhi. Bà ta bám vào cành liễu và cuối cùng sinh ra Vương Tuân vào ngày 1 tháng 8 năm 992, nhưng bà ta qua đời ngay sau đó trong cùng ngày.
Mặc dù sự ra đời của Vương Tuân là kết quả của việc tư thông, nhưng cha của Vương Tuân cũng là con trai của người sáng lập Cao Ly, vì vậy Vương Tuân đã có thể sống dưới sự bảo vệ của Cao Ly Thành Tông. Do Vương Tuân lúc đó còn nhỏ nên Vương Tuân được Cao Ly Thành Tông đưa vào cung và giao cho một cung nữ chăm sóc. Tuy nhiên Vương Tuân lại nhớ cha nên Cao Ly Thành Tông quyết định gửi Vương Tuân đến Sasu-hyeon sống với Vương Uất. Họ đã sống cùng nhau tại Gwiyangji.
Ngày 24 tháng 7 năm 996 Vương Uất qua đời tại Sasu-hyeon (nay là Sacheon-si, Gyeongsangnam-do, Hàn Quốc) - nơi ông ta bị lưu đày từ năm 992. Ông ta được chôn cất tại Vũ lăng (무릉, Mureung)
Đầu năm 997, Vương Tuân từ Sasu-hyeon (nay là Sacheon-si, Gyeongsangnam-do, Hàn Quốc) trở về kinh đô Khai Thành và tiếp tục được Cao Ly Thành Tông bảo vệ. Vợ thứ hai của Cao Ly Thành Tông là Văn Hòa Vương hậu Kim thị, người đang trực tiếp nuôi dạy Vương Tụng, nay cũng nuôi dạy luôn cả Vương Tuân.
Ngày 29 tháng 11 năm 997 vua Cao Ly Thành Tông băng hà, Vương Tụng lên kế tức là vua Cao Ly Mục Tông và được nhà Liêu (đời vua Liêu Thánh Tông) chấp thuận. Dù Cao Ly Mục Tông đã trưởng thành nhưng ông ta đã chọn Thiên Thu Vương thái hậu làm nhiếp chính cho ông ta. Mạng sống của Vương Tuân lập tức bị đe dọa.
Trong khi Han In-gyeong và những người khác đã lãnh đạo một cuộc đảo chính để đánh đuổi Cao Ly Mục Tông và đưa Vương Tuân lên ngôi vua Cao Ly, Cao Ly Mục Tông đã biết được điều này và trừng phạt các thành viên của gia tộc Kim, nhưng sự chống đối lại Cao Ly Mục Tông ngày càng nhiều hơn.
Với tư cách là thái hậu và nhiếp chính, Thiên Thu Vương thái hậu đã triệu nhân tình Kim Trí Dương từ nơi lưu đày vào hoàng cung Khai Thành và bổ nhiệm ông ta làm quan trong triều đình. Hai người tư thông với nhau và có một người con trai vào năm 1003. Kim Trí Dương sau đó đã âm mưu đưa con trai của mình lên ngai vàng để kế vị Cao Ly Mục Tông, người đang không có con trai để kế vị sau này. Thấy Cao Ly Mục Tông không chịu nghe theo sự chỉ bảo của mình, Thiên Thu Vương thái hậu đã thống nhất với Kim Trí Dương rằng bà sẽ đưa con trai của hai người lên kế vị ngôi vua thay cho Cao Ly Mục Tông. Vì muốn bảo vệ ngôi vua cho anh họ mình, Vương Tuân đã đe dọa kế hoạch này của hai người. Kết quả, Thiên Thu Vương thái hậu và Kim Trí Dương đã nhiều lần cố gắng giết ông, vì ông là vật cản cho việc con trai nhỏ của họ lên ngôi, nhưng lần nào họ cũng thất bại. Người ta tin rằng Thiên Thu Vương thái hậu đã ép Vương Tuân phát thề và rời khỏi hoàng cung Khai Thành bằng cách ép ông đi tu, sau đó cố gắng giết Vương Tuân bằng cách cử người nhiều lần truy lùng ông. May mắn là trụ trì của ngôi chùa mà Vương Tuân tu tập đã thành công trong việc ngăn chặn những nỗ lực ám sát đó. Thời gian đó Thành Mục Trưởng công chúa (성목장공주, 成穆長公主), người chị cùng cha khác mẹ với ông, thường xuyên cùng ông đi chùa Hyeonhwa (현화사) để cầu nguyện cho cha mẹ của bà ta.
Tuy nhiên sang năm 1009, Khang Triệu (Gang Jo), người mà Cao Ly Mục Tông đã nhờ cậy để tiêu diệt quân phản loạn của Kim Trí Dương (Kim Chi–yang) đã tiến hành đảo chính truất ngôi vua của Cao Ly Mục Tông với cáo buộc rằng ông ta đã bỏ bê việc bảo vệ đất nước đang gặp nguy hiểm trước cuộc xâm lược của nhà Liêu cũng như cáo buộc rằng sự đồng tính luyến ái của ông ta là một "căn bệnh" và ông ta bị buộc phải lưu vong ở Chungju. Kết quả là Thiên Thu Vương thái hậu cũng bị lật đổ hoàn toàn khỏi chính trường Cao Ly.
Sau cuộc đảo chính, Khang Triệu đã sáp nhập Trung Xu Viện (중추원; 中樞院; chungch'uwon), Ngân Đài (은대; 銀臺; Ŭndae), và Tuyên Huy Viện (선휘원; 宣徽院; sŏnhwiwŏn) vào Trung Đài Sảnh (中臺省; chungdaesŏng) mới được thành lập. Khang Triệu làm người đứng đầu Trung Đài Sảnh, và Lý Huyễn Vân, với tư cách là cấp phó, được bổ nhiệm làm phó trưởng ban.
Khang Triệu cho lưu đày Cao Ly Mục Tông, Tuyên Chính Vương hậu và Thiên Thu Vương thái hậu đến Chungju, phía nam của Cao Ly. Sau vụ tư thông với Kim Long Đại (김융대, Kim Yung-dae) và việc Cao Ly Mục Tông bị lưu đày, Yêu Thạch Trạch cung nhân Kim thị cũng không còn được ghi chép nữa.
Ngày 2 tháng 3 năm 1009, Khang Triệu cho xử tử Kim Trí Dương và con trai 6 tuổi hắn cùng đồng đảng của hắn (trong đó có Lý Châu Trinh). Cùng ngày 2 tháng 3 năm 1009 đó, Cao Ly Mục Tông bị cấp dưới của mình (đã được Khang Triệu hạ lệnh từ trước) ám sát ở Jeokseong-myeon, Paju-si trên đường đến Chungju, nơi sẽ giam giữ Cao Ly Mục Tông, Tuyên Chính Vương hậu và Thiên Thu Vương thái hậu. Sau đó, cuộc đời của Tuyên Chính Vương hậu Lưu thị (vợ của Cao Ly Mục Tông) không được ghi lại trong sử sách nữa, nhưng người ta cho rằng bà ta đã bị giết cùng với Cao Ly Mục Tông. Sau khi chết, Tuyên Chính Vương hậu Lưu thị được thờ trong đền thờ của Cao Ly Mục Tông và hai vợ chồng Cao Ly Mục Tông - Tuyên Chính Vương hậu được chôn cất trong Nghĩa lăng (의릉, 義陵), cùng với thụy hiệu Tuyên Chính được đặt cho bà ta.

## Trị vì

### Trị vì trong năm đầu
Cũng trong ngày 2 tháng 3 năm 1009, Vương Tuân được tướng Khang Triệu (Gang Jo) cùng với các đồng minh của ông ta là Thôi Hàng (최항, 崔沆, Choe Hang), Chae Chung-sun đưa lên ngai vàng vào năm 1009, tức là Cao Ly Hiển Tông. Hiển Tông đã truy tôn cho mẹ ông là Hiến Trinh Vương thái hậu (헌정왕태후) và cha là Vương Uất thành Cao Ly An Tông. Hiến Trinh Vương thái hậu được chôn cất cùng với Cao Ly An Tông Vương Uất trong Lăng mộ Nguyên Lăng (원릉, 元陵, Wolleung). Hiển Tông lần lượt lập 2 con gái của Cao Ly Thành Tông là Nguyên Trinh Vương hậu Kim thị (원정왕후 김씨) và Nguyên Hòa Vương hậu Thôi thị (원화왕후 최씨) làm người vợ đầu và người vợ thứ hai của ông (Văn Hòa Vương hậu Kim thị và Diên Xương Cung phu nhân Thôi thị đều trở thành mẹ vợ của ông).
Khang Triệu đã thành lập nên chế độ cai trị Cao Ly bằng quân sự. Ngay sau đó, Thiên Thu Vương thái hậu được trả tự do khỏi Chungju và bà đến sống ở Hoàng Châu.
Lý Tử Lâm (이자림, 李子琳) đã lập được nhiều thành tích như trấn áp cuộc nổi dậy và xây dựng Naseong ở kinh đô Khai Thành.
Năm 1010, khi giữ chức vụ Chính đường văn học (政堂文學, Jeongdang munhak), Thôi Hàng đã hồi sinh Bát quan hội (八關會, Palgwanhoe), một lễ hội Phật giáo quốc gia Cao Ly đã bị đình trệ trong 30 năm qua.

### Cuộc xâm lược của nhà Liêu năm 1010 - 1011

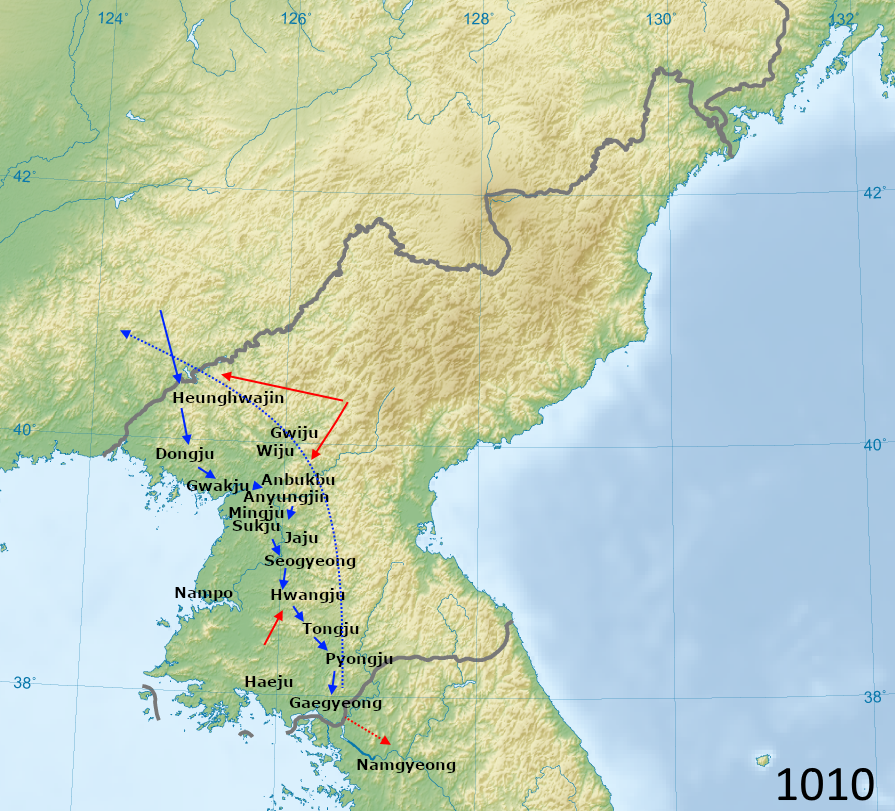
Bản đồ quân đội nhà Liêu (đời vua Liêu Thánh Tông) xâm lược Cao Ly (đời vua Cao Ly Hiển Tông) năm 1010 - 1011.

Mùa thu năm 1010, tận dụng thời cơ triều đình Cao Ly đang có tranh giành quyền lực khi Khang Triệu (Gang Jo) vừa giết vua Cao Ly Mục Tông, quân Khiết Đan nhà Liêu (đời vua Liêu Thánh Tông) một lần nữa lại tấn công Cao Ly với lý do báo thù cho Cao Ly Mục Tông. Theo nguồn tin của Cao Ly, 400.000 quân nhà Liêu do vua Liêu Thánh Tông thân chinh cầm quân đã xâm chiếm lãnh thổ Cao Ly. Hàn Đức Nhượng, Tiêu Bài Áp và Gia Luật Bồn Nô đi theo tháp tùng Liêu Thánh Tông. Ngoài ra, nhà Liêu cũng tuyên bố có sáu thành trì ở phía đông sông Áp Lục, nơi Cao Ly tuyên bố là lãnh thổ của mình trong các cuộc đàm phán đình chiến từ năm 993, là thuộc về nhà Liêu và quân Liêu cần chiếm lại.
Hiển Tông liền phong Hình bộ lang trung Dương Quy (Yang Kyu) thành Đô tuần kiểm sứ (도순검사; 都巡檢使; tosun kŏmsa) của Sŏbukmyŏn, với nhiệm vụ là bảo vệ thành Hưng Hóa (Hueng hwa), ghìm chân quân Liêu càng lâu càng tốt. Dương Quy nhận chức xong thì lập tức đến thành Hưng Hóa hội với Ha Kongchin cùng 3.000 quân Cao Ly ở đây.
Quân Liêu do đích thân Liêu Thánh Tông chỉ huy tấn công lần đầu nhưng không chiếm được thành Hưng Hóa (Hueng hwa), nơi hai tướng Dương Quy (Yang Kyu) và Ha Kongchin cùng 3.000 quân Cao Ly trấn giữ. Liêu Thánh Tông phái sứ giả đến trước cổng thành khuyên hàng nhưng Dương Quy đã từ chối. Liêu Thánh Tông nổi giận và đốc thúc quân Liêu tấn công mãnh liệt vào thành. Sau 7 ngày chiến đấu mà không hạ nổi thành, Liêu Thánh Tông chia quân bao vây Hưng Hóa rồi đích thân dẫn đại quân Liêu với hơn 300.000 quân nam hạ. Dương Quy phái Ha Kongchin về kinh đô Khai Thành báo tin quân Liêu nam hạ. Khi đó Dương Quy chỉ còn 700 quân Cao Ly giữ thành Hưng Hóa.
Quân Liêu tiến đến thành Dongju (nay là Sonchon, Triều Tiên) của Cao Ly, nơi Khang Triệu (Gang Jo), Hành dinh đô thống phó sứ Lý Huyễn Vân (Yi Hyon-un) và Binh bộ thị lang Trương Diên Hựu (Jang Yeonu) cùng 300.000 quân Cao Ly đang chờ đợi. Khang Triệu mai phục trên một con đèo hẹp mà quân Liêu chắc chắn sẽ phải vượt qua. Khi quân Liêu đến, Khang Triệu và Lý Huyễn Vân đã trực tiếp dẫn ba cánh quân Cao Ly tấn công quân Liêu. Quân Liêu tử trận 1 vạn quân và buộc phải rút lui trong cuộc phục kích này. Quân Liêu lại tấn công thành Dongju của Cao Ly nhưng phải chịu thất bại với thương vong nặng nề.
Các tướng Liêu là Tiêu Bài Áp và Gia Luật Bồn Nô sau đó đã phát động một cuộc tấn công khác vào thành Dongju, với mục tiêu chính là bắt sống Khang Triệu. Một lần nữa, quân Liêu lại bị quân Cao Ly đánh bại và buộc phải rút lui. Trong một nỗ lực cuối cùng, quân Liêu tấn công Dongju. Lần này, Khang Triệu đã khinh suất không điều động binh lính phòng thủ mà thản nhiên chơi cờ vây với một trong những thuộc hạ của mình vì nghĩ rằng sẽ dễ dàng chiến thắng. Khi tướng Liêu Gia Luật Bồn Nô dẫn quân Liêu tấn công và chiếm thành Tam Thủy (삼수; 三水, Samsu) của Cao Ly, đã nghe tin Khang Triệu không hề có biện pháp nào để phòng thủ trước quân Liêu do một thuộc hạ cũ của Khang Triệu kể lại. Khi biết được kế hoạch của Khang Triệu, Gia Luật Bồn Nô đã chỉ huy quân Liêu tấn công vào doanh trại của Khang Triệu bên ngoài thành Dongju. Do quân Liêu tấn công bất ngờ, quân Cao Ly trong doanh trại đã bị đánh bại. Ba vạn quân Cao Ly bên ngoài thành Dongju bị giết, hàng trăm ngàn quân Cao Ly bỏ chạy tán loạn và Khang Triệu và Lý Huyễn Vân cùng một thuộc tướng tên là Lô Tiễn (노전, 盧戩) đã bị quân Liêu bắt sống. Trương Diên Hựu (Jang Yeonu) thì dẫn tàn quân Cao Ly của mình chạy về kinh đô Khai Thành thay vì rút về thành Dongju. Thành Dongju còn khoảng vài ngàn lính Cao Ly nhưng vẫn kiên cường phòng thủ trước các cuộc tấn công của quân Liêu.
Khang Triệu và Lý Huyễn Vân bị giải đến trước mặt Liêu Thánh Tông. Liêu Thánh Tông yêu cầu cả hai người phục vụ cho nhà Liêu. Lý Huyễn Vân nhận lời quy hàng nhà Liêu và nói với Liêu Thánh Tông rằng: "Bây giờ thuộc hạ đã tận mắt nhìn thấy mặt trời mới sáng ngời, làm sao còn kiên trì nghĩ đến suối núi xưa?". Còn Khang Triệu đã từ chối đầu hàng vua Liêu Thánh Tông nhưng Liêu Thánh Tông không vội giết ông ta, chỉ giam cầm ông ta lại. Liêu Thánh Tông sau đó cử Lô Tiễn (노전, 盧戩), một tướng Cao Ly bị bắt cùng Khang Triệu, cùng với sắc lệnh giả mạo của Khang Triệu yêu cầu Dương Quy ở thành Hưng Hóa hãy dâng thành quy hàng quân Liêu. Dương Quy từ chối và ông ta nói rằng ông ta chỉ nhận lệnh từ nhà vua Cao Ly chứ không phải từ Khang Triệu. Liêu Thánh Tông sai người đi lan truyền việc Khang Triệu đã bị bắt sống để làm giảm nhuệ khí của thành Dongju và thành Hưng Hóa. Tuy nhiên Dương Quy ở thành Hưng Hóa và vài ngàn quân Cao Ly ở thành Dongju vẫn từ chối đầu hàng quân Liêu.
Liêu Thánh Tông sau đó bỏ qua thành Dongju (khi đó chỉ còn 1.000 quân Cao Ly giữ thành) mà tiến về phía nam, lần lượt đánh chiếm Quách Châu (Gwakju, nay là Chongju, Triều Tiên), Anbukbu, An Nhung (Anyung), Mingju, Sukju và Jaju, sau đó tiến đến thành Seogyeong (nay là Bình Nhưỡng, Triều Tiên).
Khi đó tướng quân Đại Đạo Tú (khi đó đã hơn 70 tuổi, con trai của thái tử Đại Quang Hiển, hậu duệ dời thứ 11 của Đại Dã Bột - đệ của Bột Hải Cao Vương) đã chỉ huy quân Cao Ly phòng thủ thành Seogyeong trước sự tấn công vũ bão của quân Liêu. Đại Đạo Tú lên kế hoạch tấn công quân Liêu gần đó cùng với chỉ huy Cao Ly là Tak Sachong. Tuy nhiên, khi thời cơ đến, Tak Sachong đã không gửi quân Cao Ly đến chi viện khiến cho quân đội của Đại Đạo Tú bị tổn thất và Đại Đạo Tú bị quân Liêu bắt giữ. Thành Seogyeong rơi vào tay quân Liêu. Không rõ kết cục sau này của Đại Đạo Tú. Người con trai của Đại Đạo Tú là Đại Hanh Nhân (대형인, 大亨仁, Dae Hyongin) cùng cháu nội của Đại Đạo Tú là Đại Hồng Duẫn (대홍윤, 大洪允, Dae Hongyun) tiếp tục sinh sống tại Cao Ly. Tak Sachong dẫn đội quân Cao Ly của hắn chạy về kinh đô Khai Thành báo tin.
Quân Liêu nhanh chóng nam hạ tiến đánh đến Hoàng Châu - nơi Thiên Thu Vương thái hậu đang sinh sống. Thiên Thu Vương thái hậu đã lãnh đạo dân quân tại Hoàng Châu đứng lên chống trả lại quân Liêu rất ác liệt. Quân Cao Ly từ Haeju cũng đến Hoàng Châu chi viện cho Thiên Thu Vương thái hậu chống Liêu, nhưng do lực lượng mỏng hơn nên Thiên Thu Vương thái hậu phải rút lui khỏi Hoàng Châu. Quân Liêu chiếm đóng Hoàng Châu rồi tiếp tục nam hạ đánh chiếm Tongju. Sau đó quân Liêu đánh chiếm Pyongju - cửa ngõ của kinh đô Khai Thành.
Tướng Cao Ly là Dương Quy dẫn 700 quân Cao Ly từ thành Hưng Hóa và tập hợp lại với 1.000 tàn quân Cao Ly của Khang Triệu tại thành Dongju. Với đội quân tổng hợp 1.700 người, Dương Quy đã tiến về phía nam đánh bại 6.000 quân Liêu đang đóng tại thành Quách Châu (곽주, 郭州, Gwakju, nay là Chongju, Triều Tiên). Dương Quy đã tái chiếm lại Quách Châu, cắt đứt con đường rút lui của quân Liêu. Dương Quy còn cứu thoát 7.000 tù binh Cao Ly đang bị giam trong thành Quách Châu và di dời họ đến thành Dongju ở phía tây bắc.
Quân Liêu tiếp tục nam hạ, rồi chiếm đóng và đốt cháy kinh đô Khai Thành (Kaesong) của Cao Ly, trong đó Naseong do Lý Tử Lâm xây nên cũng bị quân Liêu phá hủy. Khương Hàm Tán (Gang Gam-chan) đã thúc giục Hiển Tông trốn khỏi cung điện Khai Thành (Kaesong), không đầu hàng quân Liêu xâm lược. Hiển Tông làm theo lời khuyên của Khương Hàm Tán và trốn thoát khỏi kinh đô đang bốc cháy. Liêu Thánh Tông dẫn đại quân Liêu liên tục đuổi theo nhằm bắt giữ Hiển Tông. Hiển Tông, Khương Hàm Tán, Trương Diên Hựu, Tak Sachong và Ha Kongchin cùng triều đình Cao Ly phải tản ra đi theo nhiều hướng khác nhau. Trong đó Hiển Tông, Nguyên Trinh Vương hậu Kim thị, Nguyên Hòa Vương hậu Thôi thị đi cùng với Khương Hàm Tán, Trương Diên Hựu.
Quân Liêu do Liêu Thánh Tông chỉ huy tiếp tục truy đuổi xuống tận phía nam và bắt được nhiều nhóm quan lại, tướng sĩ, cung nữ Cao Ly. Thiên Thu Vương thái hậu dẫn quân đội Cao Ly của mình chặn đánh quân Liêu và cứu được nhiều nhóm quan lại, tướng sĩ, cung nữ Cao Ly khỏi tay người Liêu. Sau đó quân Liêu bắt kịp toán quân của Hiển Tông, Khương Hàm Tán và Trương Diên Hựu tại Chungju. May mắn là Thiên Thu Vương thái hậu đã xuất hiện và cứu được Hiển Tông khỏi sự tấn công của người Liêu. Hiển Tông cùng Thiên Thu Vương thái hậu, Nguyên Trinh Vương hậu Kim thị, Nguyên Hòa Vương hậu Thôi thị, Khương Hàm Tán và Trương Diên Hựu di chuyển sâu về phía nam đến tận thành Naju, Jeolla-do. Bất chấp thất bại này, Hiển Tông vẫn giữ được yêu sách của mình đối với sáu thành trì phía đông sông Áp Lục.
Hiển Tông đã ở lại qua đêm tại nhà của Kim Ân Phó (金殷傅) ở Gongju, Chungcheongnam-do. Kim Ân Phó đã chào đón Hiển Tông và tiếp đãi ông nồng hậu. Kim Ân Phó sau đó lệnh cho con gái lớn là Nguyên Thành Vương hậu phục vụ Hiển Tông một cách thoải mái. Người ta cũng nói rằng bà ta đã may và tặng quần áo cho Hiển Tông. Ngoài ra Hiển Tông cũng gặp thêm hai người em gái của bà là Nguyên Huệ Vương hậu và Nguyên Bình Vương hậu. Kết quả là Kim Ân Phó đem hai người con gái lớn là Nguyên Thành Vương hậu và Nguyên Huệ Vương hậu gả cho Hiển Tông.
Sau nhiều lần từ chối đầu hàng vua Liêu Thánh Tông, cuối cùng Khang Triệu đã bị vua Liêu hạ lệnh chém đầu tại Khai Thành vào ngày 24 tháng 11 âm lịch năm 1010 (tức là ngày 31 tháng 12 dương lịch năm 1010).
Đầu tháng 2 năm 1011, Liêu Thánh Tông lên kế hoạch rút lui khỏi Cao Ly và muốn mang theo những tù Cao Ly giải về nhà Liêu cùng với họ. Dương Quy ở thành Hưng Hóa biết được việc đó thì ra sức tấn công quân Liêu để giải thoát những tù binh Cao Ly đó. Tại Mô Lão Đại (무로대, 無老代, Murodae), quân Cao Ly của Dương Quy đã đánh bại 2.000 quân Liêu và cứu thoát 2.000 tù binh Cao Ly. Sau đó quân Cao Ly của Dương Quy đến Thạch Lãnh (석령, 石嶺, Sŏngnyŏng) và đánh bại 2.500 quân Liêu, rồi cứu thoát được 1.000 tù binh Cao Ly. Tại Dư Lý Trạm (여리참, 余里站, Yŏrich'am), quân Cao Ly của Dương Quy đã giết 1.000 quân Liêu và cứu thoát thêm 1.000 tù binh Cao Ly. Nghe tin con đường rút lui đã bị quân đội Cao Ly của Dương Quy cắt đứt, Liêu Thánh Tông rút quân từ phương nam về Khai Thành.
Hiển Tông hứa sẽ tái khẳng định mối quan hệ triều cống với nhà Liêu với điều kiện quân Liêu phải rút lui. Một cuộc nổi dậy của nhân dân Cao Ly (trong đó có Thiên Thu Vương thái hậu tham gia) đã bắt đầu quấy rối lực lượng quân Liêu của vua Liêu Thánh Tông, Hàn Đức Nhượng, Tiêu Bài Áp và Gia Luật Bồn Nô. Không thể thiết lập được chỗ đứng và tránh các cuộc phản công của quân Cao Ly đã tập hợp lại, quân Liêu của vua Liêu Thánh Tông, Hàn Đức Nhượng, Tiêu Bài Áp và Gia Luật Bồn Nô đã rút lui trong tháng 2 năm 1011 khi không giành được lợi lộc gì to lớn, mặc khác cuộc xâm lược Cao Ly lần này đã khiến cho nhà Liêu lãng phí nguồn tài nguyên quý giá và làm giảm ngân khố quốc gia.
Khi đó quân Cao Ly của Dương Quy đã gặp chỉ huy của Quy Châu (Gwiju) là Kim Thúc Hưng (김숙흥, 金叔興, Kim Suk-hŭng). Cả hai đạo quân Cao Ly nhập lại làm một và bày trận địa mai phục trên con đường rút lui của quân Liêu với mục đích cứu thêm tù binh Cao Ly và giết Liêu Thánh Tông trước khi quân Liêu có thể qua biên giới. Quân Cao Ly của Dương Quy và Kim Thúc Hưng đã cùng nhau tấn công đội tiên phong của nhà Liêu tại Nghệ Điền (애전, 艾田, Aejŏn) vào ngày 5 tháng 3 (tức là ngày 28 tháng 1 âm lịch) năm 1011. Nhiều tù binh Cao Ly tiếp tục được Dương Quy và Kim Thúc Hưng giải cứu khỏi tay quân Liêu. Dương Quy và Kim Thúc Hưng đã cố gắng giết chết Liêu Thánh Tông nhưng không thành công khi các tướng Liêu đã đến giải cứu ông ta. Liêu Thánh Tông vẫn kinh hồn bạt vía dù đã thoát chết trong gang tấc. Quân Liêu thoát khỏi trận địa mai phục đầu tiên và tiếp tục tiến về phía bắc cùng vài tù binh Cao Ly. Quân Cao Ly của Dương Quy và Kim Thúc Hưng thu được nhiều chiến lợi phẩm từ quân Liệu như vũ khí, ngựa và lạc đà thì đưa các tù binh Cao Ly vừa được cứu thoát mang về. Sau đó quân Liêu của Liêu Thánh Tông rơi vào trận địa mai phục thứ hai của Dương Quy và Kim Thúc Hưng cùng ngày 5 tháng 3 đó. Quân Liêu bị rối loạn hàng ngũ, các tù binh Cao Ly đều được cứu thoát hết. Tuy nhiên, quân Cao Ly của Dương Quy và Kim Thúc Hưng bị hết mũi tên và họ bị quân Liêu đánh bại. Dương Quy và Kim Thúc Hưng bị quân Liêu giết chết trong trận chiến. Tổng cộng, quân của Dương Quy đã chiến đấu 7 lần trong một tháng, tiêu diệt 6.500 quân Liêu và cứu thoát tới 30.000 tù binh Cao Ly.
Trên đường về thì Hàn Đức Nhượng mắc bệnh, Liêu Thánh Tông cùng hoàng hậu đích thân đến hầu việc thuốc men cho ông ta. Tuy nhiên Hàn Đức Nhượng đã không qua khỏi, hưởng thọ 71 tuổi. Sau đó, Hiển Tông, Nguyên Trinh Vương hậu Kim thị, Nguyên Hòa Vương hậu Thôi thị, Khương Hàm Tán, Trương Diên Hựu, Tak Sachong và Ha Kongchin cùng triều đình Cao Ly từ Naju quay về kinh đô Khai Thành. Nguyên Thành Vương hậu và Nguyên Huệ Vương hậu đi theo Hiển Tông đến Khai Thành. Theo Cao Ly sử, Nguyên Thành Vương hậu cùng Nguyên Huệ Vương hậu vào cung Khai Thành lần đầu tiên trong năm 1011. Người ta cho rằng Kim Ân Phó sau khi gả 2 con gái cho Hiển Tông thì đã trở thành một người có tầm ảnh hưởng trong triều đình Cao Ly. Sau cuộc chiến thì Thiên Thu Vương thái hậu quay về Hoàng Châu tiếp tục sinh sống. Hiển Tông phong cho Trương Diên Hựu làm Phán ngự sử đài sự (판어사대사, 判御史臺事, p'anŏsadaesa) nhờ công lao phò tá ông suốt quãng đường đến Naju.

### Nội loạn và các cuộc chạm trán tại biên giới với nhà Liêu các năm 1015, 1016 và 1017
Sau đó, Hiển Tông cầu hòa nhưng hoàng đế nhà Liêu là Liêu Thánh Tông yêu cầu ông phải đích thân đến nhà Liêu triều cống và nhượng lại các khu vực biên giới trọng điểm (6 thành trì phía đông sông Áp Lục) cho nhà Liêu. Triều đình Cao Ly từ chối các yêu cầu của nhà Liêu, dẫn đến một thập kỷ thù địch giữa hai quốc gia. Trong thời gian đó cả hai bên đều củng cố biên giới để chuẩn bị cho chiến tranh.
Riêng bên Cao Ly, Hiển Tông cho xây dựng tiếp công trình Thiên Lý Trường Thành từ thời Cao Ly Thành Tông - đôi khi cũng gọi là Cao Ly Trường Thành, cấu trúc này dài gần 1000 lý, và có chiều cao và rộng khoảng 24 feet. Bức tường nối các thành và được xây dựng dưới thời trị vì của Hiển Tông:
- Nghĩa Châu/Uiju (Hangul: 의주 chữ Hán:義州)
- Uy Viễn/Wiwon (Hangul: 위원 chữ Hán:威遠)
- Hưng Hóa/Heunghwa (Hangul: 흥화 chữ Hán:興化)
- Tĩnh Châu/Jeongju (Hangul: 정주 chữ Hán:靜州)
- Ninh Hải/Yeonghae (Hangul: 영해 chữ Hán:寧海)
- Ninh Đức/Yeongdeok (Hangul: 영덕 chữ Hán:寧德)
- Ninh Sóc/Yeongsak (Hangul: 영삭 chữ Hán:寧朔)
- Định Nhung/Jeong-yung (Hangul: 정융 chữ Hán:定戎)
- Ninh Viễn/Yeong-won (Hangul: 영원 chữ Hán:寧遠)
- Bình Lỗ/Pyeonglo (Hangul: 평로 chữ Hán:平虜)
- Sóc Châu/Sakju (Hangul: 삭주 chữ Hán:朔州)
- Mãnh Châu/Maengju (Hangul: 맹주 chữ Hán:孟州)
- Vân Châu/Unju (Hangul: 운주 chữ Hán:雲州)
- Thanh Tái/Cheongsae (Hangul: 청새 chữ Hán:淸塞)
- An Thủy/Ansu (Hangul: 안수 chữ Hán:安水)
- Vĩnh Hưng/Yeongheung (Hangul: 영흥 chữ Hán:永興)
- Diệu Đức/Yodeok (Hangul: 요덕 chữ Hán:耀德)
- Tĩnh Biên/Jeongbyeon (Hangul: 정변 chữ Hán:靜邊)
- Kết thúc tại Hòa Châu/Hwaju (Hangul: 화주 chữ Hán:和州).

Năm 1013 Hiển Tông lập Nguyên Dung Vương hậu Liễu thị (con gái của Kính Chương Thái tử, con trai của Cao Ly Đới Tông và Tuyên Nghĩa Vương hậu) làm vợ thứ 5 của ông.
Năm 1014, do thiếu ngân sách triều đình, hai quan lại phụ trách về dân sự là Trương Diên Hựu (Jang Yeonu) và Hwangbo Yuui đã đề xuất với Hiển Tông rằng hãy giảm bổng lộc của các tướng lĩnh Cao Ly để bù đắp cho việc thiếu ngân sách. Việc này đã khiến các tướng lĩnh Cao Ly tức giận. Các tướng Cao Ly giữ chức cao là Choe Chil và Kim Hun đã phát động một cuộc nổi dậy quân sự, tấn công vào kinh đô Khai Thành và giành quyền kiểm soát triều đình Cao Ly ở Khai Thành. Hiển Tông được Khương Hàm Tán (Gang Gam-chan) cứu thoát khỏi Khai Thành. Cả Trương Diên Hựu và Hwangbo Yuui đều bị Choe Chil và Kim Hun trục xuất ra khỏi triều đình.
Năm 1015, hưởng ứng lời kêu gọi của Hiển Tông, quân Cao Ly ở khắp nơi đều tiến về Khai Thành để đánh dẹp bọn phản loạn Choe Chil và Kim Hun. Phản quân của Choe Chil và Kim Hun bị đánh bại. Cả Choe Chil và Kim Hun đều bị giết chết. Khương Hàm Tán (Gang Gam-chan) hộ tống Hiển Tông quay về Khai Thành. Triều đình dân sự của Cao Ly được khôi phục. Trương Diên Hựu (Jang Yeonu) và Hwangbo Yuui được Hiển Tông cho phép quay về Khai Thành. Trương Diên Hựu được Hiển Tông phong làm Hộ bộ thượng thư (호부상서, 戶部尙書, hobu sangsǒ) nhưng Trương Diên Hựu đã qua đời ngay sau đó cùng năm 1015. Trương Diên Hựu được Hiển Tông truy phong là Thượng thư hữu bộc xạ (상서우복야, 尙書右僕射, sangsǒ ubogya) và được đặt cho thụy hiệu là An'gyŏng. Bài thơ của Trương Diên Hựu là "Hàn tùng đình khúc" (한송정곡; 寒松亭曲), sau này được đưa vào tuyển tập tác phẩm thời Triều Tiên có tên là Tongmunsŏn (Tuyển tập văn học tinh tế của Cao Ly).
Nhân lúc Cao Ly vừa trải qua cuộc nổi loạn của Choe Chil và Kim Hun, vua Liêu Thánh Tông của nhà Liêu đã phái quân Liêu liên tục tấn công vào 6 thành trì phía đông sông Áp Lục của Cao Ly vào các năm 1015, 1016 và 1017, nhưng không thể đánh chiếm được 6 thành trì này của Cao Ly.
Năm 1015, Hiển Tông thăng chức cho cha vợ là Kim Ân Phó lên làm Tri trung xu sự (지중추사; 知中樞事) vì nhớ ơn giúp đỡ ông lúc ông đang bị quân Liêu truy đuổi vào 5 năm trước.
Năm 1016, không lâu sau khi sinh con trai cả là Vương Khâm vào ngày 9 tháng 6 năm 1016, Nguyên Thành Vương hậu (vợ thứ 3 của Hiển Tông, con gái của Kim Ân Phó) được Hiển Tông sắc phong làm Diên Khánh viện chúa (연경원주, 延慶院主). Kim Ân Phó cũng lập tức được thăng chức lên làm Hộ bộ thượng thư. Năm 1017 Hộ bộ thượng thư Kim Ân Phó qua đời.
Trong năm 1017, Hiển Tông đã phong cho gia đình ngoại của người vợ thứ 2 (Nguyên Hòa Vương hậu Thôi thị) tước vị và cấp bậc hoàng gia của gia tộc Khánh Châu Thôi thị: ông ngoại vợ của ông là Thôi Hành Ngôn trở thành Thượng thư hữu bộc xạ (상서좌복야, 尙書右僕射, Sangseojwabokya), bà ngoại vợ của ông trở thành Lễ Sơn Quận Đại phu nhân (풍산군대부인, 豊山郡大夫人) và mẹ vợ ông là Diên Xương Cung phu nhân Thôi thị trở thành Lạc Lãng Quận Đại phu nhân (낙랑군대부인, 樂浪郡大夫人). Cùng năm 1017, Nguyên Huệ Vương hậu (vợ thứ 4 của Hiển Tông) hạ sinh Hiếu Tư Vương hậu, người sau này lấy anh cùng cha khác mẹ là Vương Khâm.

### Cuộc xâm lược của nhà Liêu năm 1018 - 1019

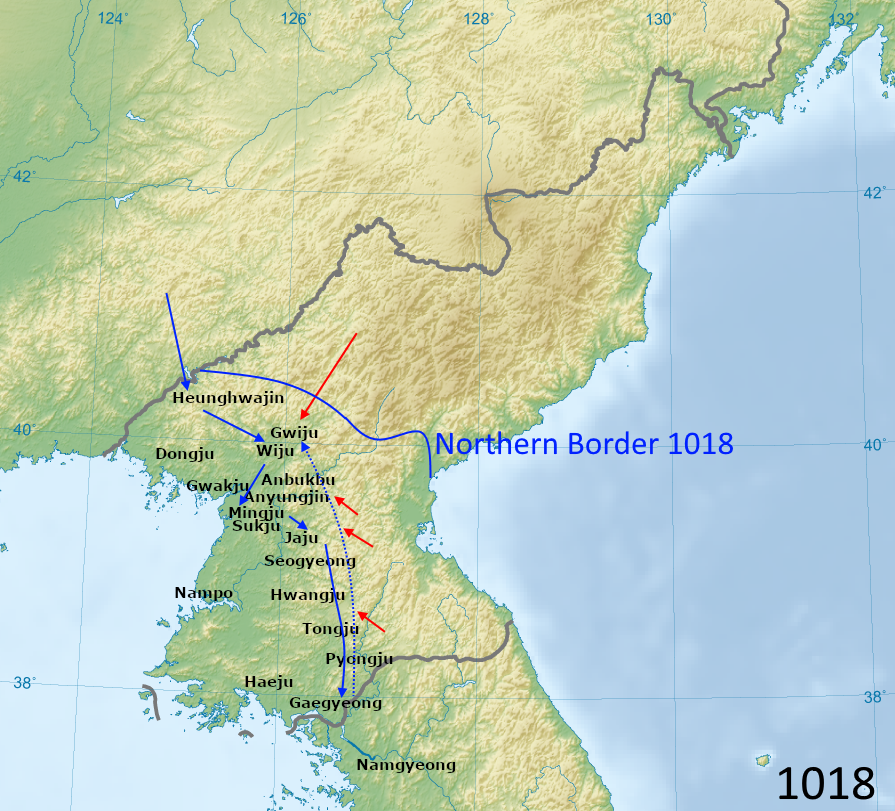
Bản đồ quân đội nhà Liêu (đời vua Liêu Thánh Tông) xâm lược Cao Ly (đời vua Cao Ly Hiển Tông) năm 1018 - 1019.

Ngày 23 tháng 4 năm 1018, Nguyên Trinh Vương hậu Kim thị (vợ cả của Hiển Tông) qua đời tại Huyền Đức cung (현덕궁, 玄德宮) và được chôn cất ở Hòa lăng (현덕궁, 玄德宮).
Từ mùa hè năm 1018, nhà Liêu (đời vua Liêu Thánh Tông) đã xây dựng một cây cầu bắc qua sông Áp Lục để chuẩn bị xâm lược Cao Ly lần nữa.
Sau khi hạ sinh Vương Hanh vào ngày 31 tháng 8 năm 1018, Nguyên Thành Vương hậu được Hiển Tông dời đến Diên Khánh cung (연경궁, 延慶宮) và được cải thành Diên Khánh cung chúa (연경궁주, 延慶宮主).
Vào tháng 12 năm 1018, 100.000 quân Liêu dưới sự chỉ huy của tướng quân Tiêu Bài Áp đã vượt cầu vào lãnh thổ Cao Ly, nhưng gặp phải một cuộc phục kích của binh lính Cao Ly. Hiển Tông đã nghe tin về cuộc xâm lược nên triệu tập bá quan thương nghị. Lần này, nhiều quan chức thúc giục Hiển Tông bắt đầu đàm phán hòa bình, vì thiệt hại từ cuộc chiến những năm 1010 - 1011 đã là quá lớn, đã khiến Cao Ly khó phục hồi. Tuy nhiên, Khương Hàm Tán (Gang Gam-chan) đã khuyên Hiển Tông nên tuyên chiến với quân Liêu, vì quân địch ít hơn nhiều so với những cuộc xâm lược trước. Sau đó Khương Hàm Tán tình nguyện làm quyền Binh bộ thị lang trong suốt thời gian chiến tranh ở tuổi 71. Hiển Tông kế đó ra lệnh cho quân đội của mình chiến đấu chống lại quân xâm lược nhà Liêu. Tướng quân Khương Hàm Tán (Gang Gam-chan), người không có kinh nghiệm quân sự từ khi còn là quan chức triều đình, đã trở thành chỉ huy của quân đội Cao Ly gồm khoảng 208.000 người (quân Liêu vẫn có lợi thế, thậm chí đông hơn 2 chọi 1, vì quân Liêu hầu hết đều được trang bị, trong khi người Cao Ly thì không), và tiến quân về phía sông Áp Lục. Tướng Kang Minchom đi theo phò tá cho Khương Hàm Tán.

Tượng Khương Hàm Tán (Gang Gam-chan) ở Công viên Nakseongdae, Seoul, Hàn Quốc.

Gần khu định cư Hưng Hóa trấn (Heunghwajin) có một con suối nhỏ ở phía đông. Khương Hàm Tán ra lệnh xây đập ngăn chặn dòng suối cho đến khi quân Liêu bắt đầu vượt qua. Khi đại quân Liêu của Tiêu Bài Áp đi được nửa đường, Khương Hàm Tán ra lệnh phá hủy con đập để nước nhấn chìm phần lớn quân Liêu. Sau đó Khương Hàm Tán và Kang Minchom tấn công quân Liêu với 12.000 kỵ binh Cao Ly. Quân Cao Ly đã bất ngờ tấn công quân Liêu, gây tổn thất nặng nề và cắt đứt đường rút lui của quân Liêu. Thiệt hại là rất lớn, nhưng quân Liêu do Tiêu Bài Áp chỉ huy vẫn không từ bỏ chiến dịch của mình bất chấp việc luôn gặp phải những thách thức từ quân Cao Ly phòng thủ và điều kiện mùa đông ở phía tây bắc.
Trong khi đó, cuối năm 1018, Hiển Tông ra lệnh biên soạn Bát vạn đại tạng kinh, gồm 6.000 quyển. Đây là bản khắc quan trọng và đầy đủ nhất về học thuyết Phật giáo trên thế giới và nó còn có giá trị về mặt thẩm mỹ chứng tỏ một trình độ tay nghề cao. Việc khắc này nhằm mục đích cầu mong Đức Phật phù hộ cho Cao Ly thoát nạn xâm lược.
Quân Liêu của Tiêu Bài Áp vượt qua Seogyeong (nay là Bình Nhưỡng, Triều Tiên), tiến đến Hoàng Châu thì bị dân quân Cao Ly do Thiên Thu Vương thái hậu chỉ huy liên tục tập kích, quấy phá suốt ngày đêm. Nhờ quân số vượt trội nên quân Liêu của Tiêu Bài Áp vẫn chiếm được Hoàng Châu. Thiên Thu Vương thái hậu chỉ huy dân quân Cao Ly rút về phía nam. Quân Liêu nam hạ chiếm Tongju rồi tiến tới kinh đô Khai Thành (Kaesong) của Cao Ly nhưng bị đánh bại bởi lực lượng Cao Ly do tướng Khương Hàm Tán chỉ huy.
Khương Hàm Tán và Kang Minchom sau đó đã cắt đứt nguồn cung cấp lương thực cho quân Liêu và cho quân tiến hành quấy rối họ không ngừng. Quân Liêu của Tiêu Bài Áp tiếp tục tiến về kinh đô Khai Thành nhưng gặp phải sự kháng cự gay gắt và các cuộc tấn công liên tục từ quân dân Cao Ly do Thiên Thu Vương thái hậu chỉ huy. Kiệt sức, tướng Liêu là Tiêu Bài Áp nhận ra rằng nhiệm vụ không thể hoàn thành nên quyết định rút lui về phía bắc. Sau khi theo dõi hướng di chuyển của quân Liêu, Khương Hàm Tán biết rằng quân Liêu sẽ rút khỏi cuộc chiến và đi ngang Quy Châu (Gwiju). Do đó Khương Hàm Tán và Kang Minchom đã dàn quân chờ đợi quân Liêu của Tiêu Bài Áp tại pháo đài Quy Châu (Gwiju), nơi ông ta đã chạm trán lớn với quân Liêu đang rút lui vào ngày 10 tháng 3 năm 1019. Nản lòng và đói khát, hơn 90.000 quân Liêu của Tiêu Bài Áp đã bị quân Cao Ly đánh bại. Quân đội Cao Ly (chỉ với khoảng 12.000 quân) của Khương Hàm Tán và Kang Minchom tiêu diệt gần hết 90.000 quân Liêu trong trận Quy Châu này. Nhiều quân Liêu bị quân Cao Ly bắt sau khi đầu hàng dọc theo bờ sông. Chỉ có tướng Tiêu Bài Áp và vài ngàn quân Liêu còn lại may mán sống sót và thoát khỏi thất bại nặng nề ở Quy Châu. Sau đó Tiêu Bài Áp dẫn vài ngàn quân Liêu này chạy về lãnh thổ nhà Liêu (đời vua Liêu Thánh Tông). Cùng với trận Tát Thủy (Salsu) năm 612 của Ất Chi Văn Đức (Eulji Meundeok) và trận Nhàn Sơn đảo (Hansando) năm 1592 của Lý Thuấn Thần (Yi Sunshin), trận Quy Châu (Gwiju) năm 1019 này của Khương Hàm Tán (Gang Gamchan) đã trở thành ba trận thắng vĩ đại nhất trong lịch sử bán đảo Triều Tiên.
Khương Hàm Tán trở về kinh đô Khai Thành (Kaesong) và được chào đón như một anh hùng quân sự đã cứu Cao Ly. Thiên Thu Vương thái hậu thì quay về Hoàng Châu.
Quân Liêu đầu hàng Cao Ly được chia ra các tỉnh Cao Ly và định cư trong các cộng đồng biệt lập và được canh gác. Những tù nhân này được đánh giá cao nhờ kỹ năng săn bắn, giết mổ, lột da và thuộc da. Trong vài thế kỷ tiếp theo, họ phát triển thành tầng lớp Bạch Đinh (백정, 白丁, Baekjeong, nghĩa là "những người bán thịt, những tên đồ tể"), tầng lớp thấp nhất của người dân Cao Ly.
Ngày 29 tháng 12 năm 1019, Nguyên Huệ Vương hậu (vợ thứ 4 của Hiển Tông) hạ sinh vương tử Vương Huy. Năm 1020, Nguyên Huệ Vương hậu được Hiển Tông đổi từ An Phúc Cung chúa thành Diên Đức Cung chúa' (연덕궁주, 延德宮主) khi bà chuyển đến Diên Đức cung (연덕궁, 延德宮).

### Nội trị và hậu cung
Sau chiến tranh, trong năm 1020, Khương Hàm Tán (73 tuổi) đã từ giã quân đội và triều đình để nghỉ ngơi vì ông ta đã quá già và đã trở thành anh hùng dân tộc.
Cùng năm 1020, khi nghe tin Khương Hàm Tán đã giã từ quân đội Cao Ly vì lý do tuổi già, vua Liêu Thánh Tông của nhà Liêu đã tập hợp một đội quân Liêu lớn khác để chuẩn bị tiến hành một cuộc xâm lược khác vào Cao Ly (đời vua Cao Ly Hiển Tông).
Năm 1021, Nguyên Thành Vương hậu (vợ thứ 4 của Hiển Tông) hạ sinh Vương Cơ (sử gọi là Tĩnh Giản Vương).
Tuy là đã chuẩn bị xâm lược Cao Ly một lần nữa, Liêu Thánh Tông và Hiển Tông đều hiểu được khó khăn để đạt được thắng lợi quyết định, hai nước Liêu và Cao Ly đã ký hiệp ước hòa bình vào năm 1022. Cao Ly và Liêu đạt được thỏa thuận hòa bình qua thương lượng và thiết lập quan hệ bình thường. Nhà Liêu không bao giờ xâm lược Cao Ly nữa trong thời gian Hiển Tông và Liêu Thánh Tông còn cai trị. Cả nhà Liêu và Cao Ly đều bước vào một thời kỳ hòa bình và văn hóa đạt đến đỉnh cao. Các đời vua sau này của nhà Liêu và Cao Ly lại có các cuộc chiến tranh ở biên giới với nhau.
Trong năm 1022, Hiển Tông phong con trai trưởng là Vương Khâm thành Thái tử. Mẹ của Vương Khâm là Nguyên Thành Vương hậu được Hiển Tông phong làm Phi. Con trai thứ hai của Hiển Tông là Vương Hanh cũng được phong thành Nội sử lệnh (Naesaryeong), một vị trí cấp cao, rồi Diên Khánh viện (延慶院) và trở thành Bình Nhưỡng quân (平壤君). Cùng năm 1022, Hiển Tông nạp Nguyên Mục Vương hậu Từ thị (con gái của Từ Nột, cháu nội của Từ Hi) làm vợ thứ 6 của ông, được gọi là Thục phi (숙비, 淑妃) hay Hưng Thành Cung chúa (흥성궁주, 興盛宮主). Khi đó, cha bà là Từ Nột giữ các vị trí như Trung xu sứ hữu tán kỵ thường thị (중추사우산기상시, 中樞使右散騎常侍) và Thử kinh lưu thú phán sự (서경유수판사, 署經留守判事).
Ngày 31 tháng 7 năm 1022, Nguyên Huệ Vương hậu (vợ thứ 4 của Hiển Tông) qua đời. Sau cái chết của chị gái thứ hai là Nguyên Huệ Vương hậu, Nguyên Bình Vương hậu Kim thị (원평왕후 김씨) vào cung cùng năm 1022 và trở thành vợ thứ 7 của Hiển Tông. Bà ta là con gái thứ ba của Kim Ân Phó (金殷傅) và An Sơn Quận Đại phu nhân Lý thị (安山郡大夫人 李氏). Sau đó họ có một cô con gái, Hiếu Kính Công chúa (효경공주, Hyogyeong).
Năm 1024, Thôi Hàng (최항, 崔沆, Choe Hang), công thần từng đưa Hiển Tông lên ngôi vua ngày xưa, qua đời. Cao Ly mất đi một nhân tài. Cùng năm 1024, Hiển Tông phong cho vợ thứ 8 là Nguyên Thuận Thục phi từ Cảnh Hưng Viện chúa (경흥원주, 景興院主) trở thành Đức phi (덕비, 德妃). Bà có với Hiển Tông 1 con gái, sau này là Kính Thành Vương hậu (경성왕후). Trong khi đó, cha của bà là Kim Nhân Vị được trao một vị trí trong triều đình hoàng gia và nhận được 300 Sik-eup (식읍 300호).
Thời gian này, Hiển Tông nhớ công lao xây Naseong ở Khai Thành ngày xưa của Lý Tử Lâm (Naseong đã bị quân Liêu phá hủy vào năm 1010 khi bọn họ chiếm đóng Khai Thành) nên ban quốc tính họ Vương (왕, 王) cùng tên mới là Khả Đạo (가도, 可道) cho ông ta. Từ đó Lý Tử Lâm được gọi là Vương Khả Đạo. Đồng thời Hiển Tông cũng cưới con gái lớn của Vương Khả Đạo là Nguyên Chất Quý phi làm vợ thứ 9 của mình.
Năm 1025 Hiển Tông truy phong cho Nguyên Huệ Vương hậu (vợ thứ 4 của Hiển Tông, đã mất vào 3 năm trước) thành Vương hậu, ban thụy Nguyên Huệ.
Năm 1026 Hiển Tông lần lượt phong cho mẹ ruột và mẹ kế của Nguyên Mục Vương hậu Từ thị (vợ thứ 6 của ông) là Thôi thị trở thành Lợi Xuyên Quận Đại phu nhân (이천군대부인, 利川郡大夫人) và Trịnh thị trở thành Lợi Xuyên Quận Đại quân (이천군대군, 利川郡大君).
Năm 1027 Hiển Tông cho dời Nguyên Thành Vương hậu Kim thị (vợ thứ 3 của Hiển Tông) đến ở Trường Khánh cung (장경궁, 長慶宮). Cùng năm 1027, Hiển Tông ban thụy hiệu cho Nguyên Trinh Vương hậu (vợ cả của Hiển Tông, đã mất vào 9 năm trước) là Nguyên Trinh (원정, 元貞) và Ý Huệ (의혜, 懿惠). Sau đó Hiển Tông còn ban thụy hiệu cho Nguyên Huệ Vương hậu (vợ thứ 4 của Hiển Tông, đã mất vào 5 năm trước) là Bình Kính, nên Nguyên Huệ Vương hậu cũng được gọi là Bình Kính Vương hậu (평경왕후, 平敬王后), và Nguyên Huệ Vương hậu được chôn cất tại Hoài lăng (회릉, 懷陵).
Mặc dù ngày mất của Nguyên Bình Vương hậu Kim thị (vợ thứ 7 của Hiển Tông) không rõ, nhưng có vẻ như bà ta qua đời vào khoảng năm 1028 hoặc trước đó kể từ khi bà nhận được thụy hiệu là "Nguyên Bình" (원평, 元平, Wonpyeong) vào năm 1028 và được chôn cất tại Nghi lăng (의릉, 宜陵, Uireung).
Ngày 15 tháng 8 năm 1028 Nguyên Thành Vương hậu Kim thị (vợ thứ 3 của Hiển Tông) qua đời và được chôn tại Minh lăng (명릉, 明陵).
Đầu năm 1029, nhờ công lao trong các cuộc chiến chống quân Liêu xâm lược, Thiên Thu Vương thái hậu (dì của Hiển Tông) được Hiển Tông cho quay về triều đình Khai Thành (Kaesong). Bà ta qua đời tại Sùng Đức cung (숭덕궁, 崇德宮) của Khai Thành vào ngày 20 tháng 1 năm 1029, thọ 65 tuổi. Trong khi đó, có giả thuyết cho rằng bà ta đã không quay trở lại Khai Thành mà chết tại Minh Phúc cung (Myeongbok cung) ở Hoàng Châu.
Bà ta được Hiển Tông ban thụy là Ưng Thiên Khải Thánh Tĩnh Đức Hiến Ai Vương thái hậu (Hangul: 應天啟聖靜德獻哀王太后; Hanja: 응천계성정덕헌애왕태후). Sau đó bà ta được chôn cất tại lăng mộ U Lăng (유릉, 幽陵, Yureung).
Cùng năm 1029, Văn Hòa Vương hậu Kim thị (문화왕후 김씨), vương hậu của Cao Ly Thành Tông và là người từng nuôi dạy Hiển Tông lúc ông còn nhỏ, bị Hiển Tông từ chối danh hiệu Thái hậu. Thay vào đó, Hiển Tông phong cho Văn Hòa Vương hậu trở thành Đại phi với quyền lực tương đương với một Thái hậu. Nhiều chức vụ trong triều đình, đất đai và danh dự đã được trao cho người thân của Đại phi Văn Hòa Vương hậu Kim thị. Mặc dù ngày mất của bà ta không được biết rõ, nhưng kể từ ngày bà trở thành Đại phi vào năm 1029, người ta cho rằng bà ta có thể đã chết ngay sau đó. Thủ tục tang lễ của Đại phi Văn Hòa Vương hậu Kim thị này đã trở thành tiền lệ đối với Nguyên Mục Vương hậu Từ thị (vợ thứ 6 của Hiển Tông) và Nguyên Thuận Thục phi Kim thị (vợ thứ 8 của Hiển Tông) kể từ khi vua Cao Ly Văn Tông thảo luận về những việc cần làm với nghi thức tang lễ của Nguyên Mục Vương hậu Từ thị, ông ta đã chuẩn bị một kế hoạch dựa trên ví dụ về tang lễ của Đại phi Văn Hòa Vương hậu Kim thị này. Nơi ở chính thức của Đại phi Văn Hòa Vương hậu Kim thị, Huyền Đức cung(현덕궁, 玄德宮 Hyeondeok), sau đó được thừa kế bởi con gái duy nhất của bà ta với Cao Ly Thành Tông là Nguyên Trinh Vương hậu Kim thị (vợ đầu của Hiển Tông) và được vua Cao Ly Trung Túc Vương sau này sử dụng làm một trong những cung điện hoàng gia Cao Ly.

### Liên minh với Hưng Liêu đế quốc chống lại nhà Liêu
Nhân lúc vua Liêu Thánh Tông cố gắng tăng thuế đối với những người có nguồn gốc Bột Hải đang sống trong lãnh thổ nhà Liêu, mùa hè năm 1029, Đại Diên Lâm (hậu duệ trực hệ đời thứ 7 của Bột Hải Cao Vương, khi đó đã hơn 40 tuổi) cùng Đại Lực Thu (một người gốc Bột Hải và là phu quân của Lâm Hải công chúa Gia Luật Trường Thọ - con gái thứ 8 của Liêu Thánh Tông) chỉ huy quân dân Bột Hải đánh chiếm thành Đông Kinh (nay là Liêu Dương, Liêu Ninh, Trung Quốc) làm căn cứ chính. Đại Diên Lâm đã bắt và giết chết các thủ lĩnh người Khiết Đan trong thành như ủy viên thu thuế của Hộ bộ, các Binh bộ thị lang của nhà Liêu. Hai công chúa của Liêu Thánh Tông là Nam Dương công chúa Gia Luật Thôi Bát (con gái thứ tư của Liêu Thánh Tông) và Trường Ninh công chúa Gia Luật Dao Ca (con gái thứ năm của Liêu Thánh Tông) cùng các phu quân của họ là Tiêu Hiếu Tiên (phu quân của Gia Luật Thôi Bát) và Tiêu Dương Lục (phu quân của Gia Luật Dao Ca) bị Đại Diên Lâm giam giữ. Sau đó Đại Diên Lâm chia quân cho các tướng đi đánh chiếm 50 châu ở bán đảo Liêu Đông của nhà Liêu (đời vua Liêu Thánh Tông). Cuối cùng Đại Diên Lâm đã lập nên Hưng Liêu đế quốc trong năm 1029 tại bán đảo Liêu Đông, khu vực phía tây của lãnh thổ vương quốc Bột Hải trước đó.
Đại Diên Lâm tự xưng là Thiên Hưng hoàng đế (天興皇帝), đặt quốc hiệu là Hưng Liêu quốc (興遼國, 흥료국), chọn niên hiệu là "Thiên Khánh" (天慶), định đô tại Đông Kinh (nay là Liêu Dương, Liêu Ninh, Trung Quốc). Chính quyền nhà Liêu của vua Liêu Thánh Tông bị rung chuyển vì Đại Diên Lâm chỉ cần chiếm thêm vài thành trì nữa là có thể đánh chiếm kinh đô Lâm Hoàng (臨潢, nay thuộc Xích Phong, Nội Mông, Trung Quốc) của nhà Liêu.
Thiên Hưng hoàng đế Đại Diên Lâm đã cử một đại sứ đến Cao Ly (đời vua Cao Ly Hiển Tông) để yêu cầu hỗ trợ quân sự. Hiển Tông đã gửi một số quân đội Cao Ly bắc tiến tấn công vào lãnh thổ nhà Liêu. Tuy nhiên quân Liêu do Gia Luật Bộc Nô (Yelu Punu) chỉ huy đã đẩy lùi họ và trục xuất quân đội Cao Ly về nam. Một số quan lại của Cao Ly lại tìm cách đối đầu thêm với nhà Liêu và đã gửi thêm một đạo quân đến chi viện cho Hưng Liêu đế quốc, nhưng đoàn ngoại giao Cao Ly và giới quý tộc, học giả đã yêu cầu Hiển Tông phải thận trọng. Hiển Tông sau đó quyết định từ bỏ các hoạt động quân sự chống lại nhà Liêu. Mặc dù vậy, Thiên Hưng hoàng đế Đại Diên Lâm và người Bột Hải vẫn tiếp tục gửi các sứ giả đến Cao Ly để yêu cầu hỗ trợ cho họ chống lại nhà Liêu nhưng đều bị Hiển Tông từ chối giúp đỡ. Những người Bột Hải khác đang phục vụ trong quân đội nhà Liêu cũng từ chối gia nhập Hưng Liêu của Thiên Hưng hoàng đế Đại Diên Lâm. Thay vào đó chỉ có một số ít người Nữ Chân gia nhập Hưng Liêu của Đại Diên Lâm. Nhiều người tham gia cuộc nổi dậy của Đại Diên Lâm có lẽ đã nhận ra sự yếu kém của triều đại mới và chạy trốn đến Cao Ly trước khi nó sụp đổ.
Sang năm 1030, khi nhận tin nhà Liêu (đời vua Liêu Thánh Tông) cử Gia Luật Bộc Nô chinh phục Hưng Liêu đế quốc. Bốn nhóm sứ giả Hưng Liêu được Đại Diên Lâm cử sang Cao Ly cầu viện, trong đó ba nhóm đầu đã đến Cao Ly và về tay trắng, còn nhóm cuối cùng do Lee Kwang Rok dẫn đầu thì mới vừa khởi hành nên chưa đến Cao Ly. Không lâu sau, Hưng Liêu đế quốc của Thiên Hưng hoàng đế Đại Diên Lâm bị nhà Liêu tiêu diệt, cả quân Nữ Chân và quân Cao Ly chi viện cho Hưng Liêu đế quốc cũng bị đánh tan. Giới quý tộc Bột Hải cũ bị nhà Liêu di dời đến gần Kinh đô tối cao của nhà Liêu để dễ kiểm soát trong khi những người Bột Hải khác thì chạy trốn đến Cao Ly. Hiển Tông thấy vậy đã xưng thần nạp cống với người Khiết Đan nhà Liêu.
Đoàn sứ giả cuối cùng của Hưng Liêu đế quốc do Lee Kwang Rok dẫn đầu đã đến Cao Ly sau khi nhà nước Hưng Liêu đế quốc đã bị nhà Liêu phá hủy. Họ đã ở lại Cao Ly thay vì quay trở về. Nhà sử học Alexander Kim coi nhóm này là những người tị nạn Bột Hải chứ không phải thành viên của phái đoàn sứ giả. Alexander Kim tin rằng vào thế kỷ 11, người Bột Hải sống dưới sự cai trị của nhà Liêu bắt đầu coi Cao Ly là một quốc gia thù địch mà người Bột Hải từng không nhận được hỗ trợ đầy đủ.
Cùng năm 1030 Hiển Tông phong cho cựu lão tướng Khương Hàm Tán (81 tuổi) làm Thừa tướng của Cao Ly.
Năm 1031 Hiển Tông phong cho con trai thứ 5 là Vương Cơ (10 tuổi) chức Hoằng nhân sùng hiếu quang đức công thần Thú thái úy kiêm thượng thư lệnh (홍인숭효광덕공신 수태위 겸 상서령, 弘仁崇孝光德功臣 守太尉兼尙書令) và Vương Cơ được gọi là Khai Thành Quốc công (개성국공, 開城國公).
Khi qua đời vào ngày 17 tháng 6 năm 1031, Hiển Tông hưởng thọ 39 tuổi và được truy thụy là Thái Hiếu Đức Thành Thế Tư Nguyên Văn Đại vương (大孝德威达思元文大王), được táng tại Tuyên lăng (宣陵), lăng bên cạnh Minh lăng (명릉, 明陵) của Nguyên Thành Vương hậu (vợ thứ 3 của Hiển Tông). Con trai trưởng của Hiển Tông là Thái tử Vương Khâm lên kế vị ngôi vua Cao Ly, sử gọi là vua Cao Ly Đức Tông.

## Gia đình

### Phụ mẫu
- Cha: Cao Ly An Tông (고려 안종; ? – 996), vương tử của Cao Ly Thái Tổ. Theo vai vế là chú ruột của Hiến Trinh Vương hậu. Hiển Tông truy tôn miếu hiệu An Tông.
- Mẹ: Hiến Trinh Vương hậu Hoàng Phủ thị (헌정왕후 황보씨; 966 – 992), vợ của Cao Ly Cảnh Tông. Sau khi Cảnh Tông mất, An Tông thường xuyên ghé thăm cung bà, lâu dần nảy sinh tình cảm và sinh ra Hiển Tông. Hiển Tông truy tôn Vương thái hậu.

### Hậu cung
1. Nguyên Trinh Vương hậu Kim thị (원정왕후 왕씨; ? – 1018), con gái của Cao Ly Thành Tông và Văn Hòa Vương hậu, Hiển Tông nguyên phối, hiệu Huyền Đức Vương hậu (玄德王后), khi mất được ban thụy là Nguyên Trinh. Không con.
2. Nguyên Hòa Vương hậu Thôi thị (원화왕후 최씨), con gái của Cao Ly Thành Tông và Diên Xương Cung phu nhân, em gái Nguyên Trinh. Nguyên xưng Hằng Xuân Điện Vương phi (항춘전왕비), sau cải thành Thường Xuân Điện Vương phi (상춘전왕비). Thụy là Nguyên Hòa.
3. Nguyên Thành Vương hậu Kim thị (원성왕후 김씨; ? – 1028), con gái đầu của Kim Ân Phó (金殷傅) và An Sơn Quận Đại phu nhân Lý thị (安山郡大夫人 李氏).
4. Nguyên Huệ Vương hậu Kim thị (원혜태후 김씨; ? – 1022), con gái thứ hai của Kim Ân Phó (金殷傅) và An Sơn Quận Đại phu nhân Lý thị (安山郡大夫人 李氏), em gái Nguyên Thành.
5. Nguyên Dung Vương hậu Liễu thị (원용왕후 유씨), con gái của Kính Chương Thái tử, con trai của Cao Ly Đới Tông và Tuyên Nghĩa Vương hậu, do đó bà là cháu gọi Hiến Trinh Vương hậu là cô mẫu.
6. Nguyên Mục Vương hậu Từ thị (원목왕후 서씨; ? – 1057), con gái của Từ Nột (徐訥)[92] và Lợi Xuyên Quận Đại phu nhân Thôi thị (利川郡大夫人 崔氏). Nguyên phong Thục phi, được truy phong Vương hậu dưới thời Văn Tông.
7. Nguyên Bình Vương hậu Kim thị (원평왕후 김씨; ? – 1028), con gái thứ ba của Kim Ân Phó (金殷傅) và An Sơn Quận Đại phu nhân Lý thị (安山郡大夫人 李氏), em gái Nguyên Thành và Nguyên Huệ. Nguyên là Phu nhân, được truy phong Vương hậu.
8. Nguyên Thuận Thục phi Kim thị (원순숙비 김씨), con gái của Kim Nhân Vị (金因渭), sơ phong Đức phi, sau cải Thục phi.
9. Nguyên Chất Quý phi Vương thị (원질귀비 이씨), con gái của Vương Khả Đạo (王可道), chị gái của Kính Mục Hiền phi của Cao Ly Đức Tông.[93]
10. Quý phi Dữu thị (귀비 유씨), không rõ gốc gác, nguyên là cung nhân, sau được nâng lên Quý phi.
11. Cung nhân Hàn Huyên Anh (궁인 한훤영), con gái Hàn Lận Khanh (韓藺卿).
12. Cung nhân Lý thị (궁인 이씨), con gái Lý Ngạn Thuật (李彦述).
13. Cung nhân Phác thị (궁인 박씨), con gái Phác Ôn Kỳ (朴溫其).

### Hậu duệ

#### Vương tử
1. Cao Ly Đức Tông Vương Khâm (고려 덕종 왕흠; 1016 - 1034), mẹ là Nguyên Thành Vương hậu.
2. Vương tử Vương Tú (? - 1016), chết sớm, không rõ mẹ[94].
3. Cao Ly Tĩnh Tông Vương Hanh (고려 정종 왕형; 1018 - 1046), mẹ là Nguyên Thành Vương hậu.
4. Cao Ly Văn Tông Vương Huy (고려 문종 왕휘; 1019 - 1083), mẹ là Nguyên Huệ Vương hậu.
5. Tĩnh Giản Vương Vương Cơ (정간왕 왕기; 1021 - 1069), mẹ là Nguyên Huệ Vương hậu. Sơ phong Khai Thành Quốc công (開城國公), Bình Nhưỡng Công (平壤公). Khi mất mới truy phong tước Vương. Sinh được 3 trai (Vương Cân, Vương Sự và Lạc Lãng công Vương Linh) và 1 gái. Người con gái lấy Cao Ly Thuận Tông, phong hiệu Trinh Ý Vương hậu (貞懿王后).
6. Kiểm hiệu thái sư Vương Trung (검교태사 왕충), mẹ là Cung nhân Hàn Huyên Anh. Lấy một công chúa không rõ phong hiệu, con của Đức Tông[94].

#### Vương nữ
1. Hiếu Tĩnh Công chúa (효정공주; ? – 1030)[95], mẹ là Nguyên Hòa Vương hậu, cháu ngoại Cao Ly Thành Tông. Không rõ hôn sự, mất sớm.
2. Thiên Thọ Điện chủ (천수전주)[96], mẹ là Nguyên Hòa Vương hậu. Không rõ sự tích.
3. Nhân Bình Vương hậu (인평왕후) Kim thị, mẹ là Nguyên Thành Vương hậu, Cao Ly Văn Tông Vương Huy nguyên phối.
4. Cảnh Túc Công chúa (경숙공주), mẹ là Nguyên Thành Vương hậu. Không rõ sự tích.
5. Hiếu Tư Vương hậu (효사왕후; 1017? - ?) Kim thị, mẹ là Nguyên Huệ Vương hậu, Cao Ly Đức Tông Vương Khâm nguyên phối.
6. Hiếu Kính Công chúa, mẹ là Nguyên Bình Vương hậu. Không rõ sự tích.
7. Kính Thành Vương hậu (선의왕후; ? – 1086) Kim thị, mẹ là Nguyên Thuận Thục phi, Cao Ly Đức Tông Vương Khâm nguyên phối.
8. Vương A Chí (왕아지), mẹ là Cung nhân Phác thị, hạ giá lấy Kiểm hiệu thiểu giám Tĩnh Dân Tương (井民相).

## Trong văn hóa đại chúng
- Được đóng bởi Kim Ji-hoon, Kim Jin-woo, Kang Soo-han và Choi Soo-han trong bộ phim truyền hình KBS2 năm 2009 Empress Cheonchu.
- Được đóng bởi Kim Dong-jun thể hiện trong bộ phim truyền hình KBS2 năm 2023 Korea–Khitan War.

## Tổ tiên
| \| \| \| \| \| \| \| \| \| \| \| \| \| \| \| \| \| \| \| \| 16. Cao Ly Ý Tổ/ Cảnh Khang Đại Vương \| \| \| \| \| \| \| \| \| \| \| \| \| \| \| \| \| \| \| \| \| \| \| \| \| \| \| \| \| \| \| \| \| \| \| \| \| \| \| \| \| \| \| \| \| \| \| \| \| \| \| \| \| \| 8. Cao Ly Thế Tổ/ Uy Vũ Đại Vương \| \| \| \| \| \| \| \| \| \| \| \| \| \| \| \| \| \| \| \| \| \| \| \| \| \| \| \| \| \| \| \| \| \| \| \| \| \| \| \| \| \| \| \| \| \| \| \| \| \| \| \| \| \| 17. Nguyên Xương Vương hậu \| \| \| \| \| \| \| \| \| \| \| \| \| \| \| \| \| \| \| \| \| \| \| \| \| \| \| \| \| \| \| \| \| \| \| \| \| \| \| \| \| \| \| \| \| \| \| \| \| \| \| \| \| \| 4. Cao Ly Thái Tổ \| \| \| \| \| \| \| \| \| \| \| \| \| \| \| \| \| \| \| \| \| \| \| \| \| \| \| \| \| \| \| \| \| \| \| \| \| \| \| \| \| \| \| \| \| \| \| \| \| \| \| \| \| \| 9. Uy Túc Vương hậu Hàn thị \| \| \| \| \| \| \| \| \| \| \| \| \| \| \| \| \| \| \| \| \| \| \| \| \| \| \| \| \| \| \| \| \| \| \| \| \| \| \| \| \| \| \| \| \| \| \| \| \| \| \| \| \| \| 2. Cao Ly An Tông \| \| \| \| \| \| \| \| \| \| \| \| \| \| \| \| \| \| \| \| \| \| \| \| \| \| \| \| \| \| \| \| \| \| \| \| \| \| \| \| \| \| \| \| \| \| \| \| \| \| \| \| \| \| 20. Kim Nhân Khánh \| \| \| \| \| \| \| \| \| \| \| \| \| \| \| \| \| \| \| \| \| \| \| \| \| \| \| \| \| \| \| \| \| \| \| \| \| \| \| \| \| \| \| \| \| \| \| \| \| \| \| \| \| \| 10. Kim Ức Liêm \| \| \| \| \| \| \| \| \| \| \| \| \| \| \| \| \| \| \| \| \| \| \| \| \| \| \| \| \| \| \| \| \| \| \| \| \| \| \| \| \| \| \| \| \| \| \| \| \| \| \| \| \| \| 21. Không rõ \| \| \| \| \| \| \| \| \| \| \| \| \| \| \| \| \| \| \| \| \| \| \| \| \| \| \| \| \| \| \| \| \| \| \| \| \| \| \| \| \| \| \| \| \| \| \| \| \| \| \| \| \| \| 5. Thần Thành Vương thái hậu Kim thị \| \| \| \| \| \| \| \| \| \| \| \| \| \| \| \| \| \| \| \| \| \| \| \| \| \| \| \| \| \| \| \| \| \| \| \| \| \| \| \| \| \| \| \| \| \| \| \| \| \| \| \| \| \| 11. Không rõ \| \| \| \| \| \| \| \| \| \| \| \| \| \| \| \| \| \| \| \| \| \| \| \| \| \| \| \| \| \| \| \| \| \| \| \| \| \| \| \| \| \| \| \| \| \| \| \| \| \| \| \| \| \| 1. Cao Ly Hiển Tông \| \| \| \| \| \| \| \| \| \| \| \| \| \| \| \| \| \| \| \| \| \| \| \| \| \| \| \| \| \| \| \| \| \| \| \| \| \| \| \| \| \| \| \| \| \| \| \| \| \| \| \| \| \| 24. Cao Ly Thế Tổ/ Uy Vũ Đại Vương \| \| \| \| \| \| \| \| \| \| \| \| \| \| \| \| \| \| \| \| \| \| \| \| \| \| \| \| \| \| \| \| \| \| \| \| \| \| \| \| \| \| \| \| \| \| \| \| \| \| \| \| \| \| 12. Cao Ly Thái Tổ \| \| \| \| \| \| \| \| \| \| \| \| \| \| \| \| \| \| \| \| \| \| \| \| \| \| \| \| \| \| \| \| \| \| \| \| \| \| \| \| \| \| \| \| \| \| \| \| \| \| \| \| \| \| 25. Uy Túc Vương hậu Hàn thị \| \| \| \| \| \| \| \| \| \| \| \| \| \| \| \| \| \| \| \| \| \| \| \| \| \| \| \| \| \| \| \| \| \| \| \| \| \| \| \| \| \| \| \| \| \| \| \| \| \| \| \| \| \| 6. Cao Ly Đới Tông \| \| \| \| \| \| \| \| \| \| \| \| \| \| \| \| \| \| \| \| \| \| \| \| \| \| \| \| \| \| \| \| \| \| \| \| \| \| \| \| \| \| \| \| \| \| \| \| \| \| \| \| \| \| 26. Thái úy Trung Nghĩa Công Hoàng Phủ Đễ Cung \| \| \| \| \| \| \| \| \| \| \| \| \| \| \| \| \| \| \| \| \| \| \| \| \| \| \| \| \| \| \| \| \| \| \| \| \| \| \| \| \| \| \| \| \| \| \| \| \| \| \| \| \| \| 13. Thần Tĩnh Vương thái hậu Hoàng Phủ thị \| \| \| \| \| \| \| \| \| \| \| \| \| \| \| \| \| \| \| \| \| \| \| \| \| \| \| \| \| \| \| \| \| \| \| \| \| \| \| \| \| \| \| \| \| \| \| \| \| \| \| \| \| \| 27. Không rõ \| \| \| \| \| \| \| \| \| \| \| \| \| \| \| \| \| \| \| \| \| \| \| \| \| \| \| \| \| \| \| \| \| \| \| \| \| \| \| \| \| \| \| \| \| \| \| \| \| \| \| \| \| \| 3. Hiến Trinh Vương hậu Hoàng Phủ thị \| \| \| \| \| \| \| \| \| \| \| \| \| \| \| \| \| \| \| \| \| \| \| \| \| \| \| \| \| \| \| \| \| \| \| \| \| \| \| \| \| \| \| \| \| \| \| \| \| \| \| \| \| \| 28. Cao Ly Thế Tổ/ Uy Vũ Đại Vương \| \| \| \| \| \| \| \| \| \| \| \| \| \| \| \| \| \| \| \| \| \| \| \| \| \| \| \| \| \| \| \| \| \| \| \| \| \| \| \| \| \| \| \| \| \| \| \| \| \| \| \| \| \| 14. Cao Ly Thái Tổ \| \| \| \| \| \| \| \| \| \| \| \| \| \| \| \| \| \| \| \| \| \| \| \| \| \| \| \| \| \| \| \| \| \| \| \| \| \| \| \| \| \| \| \| \| \| \| \| \| \| \| \| \| \| 29. Uy Túc Vương hậu Hàn thị \| \| \| \| \| \| \| \| \| \| \| \| \| \| \| \| \| \| \| \| \| \| \| \| \| \| \| \| \| \| \| \| \| \| \| \| \| \| \| \| \| \| \| \| \| \| \| \| \| \| \| \| \| \| 7. Tuyên Nghĩa Vương hậu Hoàng Phủ thị \| \| \| \| \| \| \| \| \| \| \| \| \| \| \| \| \| \| \| \| \| \| \| \| \| \| \| \| \| \| \| \| \| \| \| \| \| \| \| \| \| \| \| \| \| \| \| \| \| \| \| \| \| \| 30. Môn hạ Thị trung Liễu Đức Anh \| \| \| \| \| \| \| \| \| \| \| \| \| \| \| \| \| \| \| \| \| \| \| \| \| \| \| \| \| \| \| \| \| \| \| \| \| \| \| \| \| \| \| \| \| \| \| \| \| \| \| \| \| \| 15. Trinh Đức Vương thái hậu Liễu thị \| \| \| \| \| \| \| \| \| \| \| \| \| \| \| \| \| \| \| \| \| \| \| \| \| \| \| \| \| \| \| \| \| \| \| \| \| \| \| \| \| \| \| \| \| \| \| \| \| \| \| \| \| \| 31. Không rõ \| \| \| \| \| \| \| \| \| \| \| \| \| \| \| \| \| \| \| \| \| \| \| \| \| \| \| \| \| \| \| \| \| \| \| \| \| \| \| \| \| \| \| \| \| \| \| \| \| \| \| \| |                                                |  |  |  |  |  |  |  |  |  |  |  |  |  |  |  |
| |                                                |  |  |  |  |  |  |  |  |  |  |  |  |  |  |  |
| | 16. Cao Ly Ý Tổ/ Cảnh Khang Đại Vương          |  |  |  |  |  |  |  |  |  |  |  |  |  |  |  |
| |                                                |  |  |  |  |  |  |  |  |  |  |  |  |  |  |  |
| |                                                |  |  |  |  |  |  |  |  |  |  |  |  |  |  |  |
| | 8. Cao Ly Thế Tổ/ Uy Vũ Đại Vương              |  |  |  |  |  |  |  |  |  |  |  |  |  |  |  |
| |                                                |  |  |  |  |  |  |  |  |  |  |  |  |  |  |  |
| |                                                |  |  |  |  |  |  |  |  |  |  |  |  |  |  |  |
| | 17. Nguyên Xương Vương hậu                     |  |  |  |  |  |  |  |  |  |  |  |  |  |  |  |
| |                                                |  |  |  |  |  |  |  |  |  |  |  |  |  |  |  |
| |                                                |  |  |  |  |  |  |  |  |  |  |  |  |  |  |  |
| | 4. Cao Ly Thái Tổ                              |  |  |  |  |  |  |  |  |  |  |  |  |  |  |  |
| |                                                |  |  |  |  |  |  |  |  |  |  |  |  |  |  |  |
| |                                                |  |  |  |  |  |  |  |  |  |  |  |  |  |  |  |
| | 9. Uy Túc Vương hậu Hàn thị                    |  |  |  |  |  |  |  |  |  |  |  |  |  |  |  |
| |                                                |  |  |  |  |  |  |  |  |  |  |  |  |  |  |  |
| |                                                |  |  |  |  |  |  |  |  |  |  |  |  |  |  |  |
| | 2. Cao Ly An Tông                              |  |  |  |  |  |  |  |  |  |  |  |  |  |  |  |
| |                                                |  |  |  |  |  |  |  |  |  |  |  |  |  |  |  |
| |                                                |  |  |  |  |  |  |  |  |  |  |  |  |  |  |  |
| | 20. Kim Nhân Khánh                             |  |  |  |  |  |  |  |  |  |  |  |  |  |  |  |
| |                                                |  |  |  |  |  |  |  |  |  |  |  |  |  |  |  |
| |                                                |  |  |  |  |  |  |  |  |  |  |  |  |  |  |  |
| | 10. Kim Ức Liêm                                |  |  |  |  |  |  |  |  |  |  |  |  |  |  |  |
| |                                                |  |  |  |  |  |  |  |  |  |  |  |  |  |  |  |
| |                                                |  |  |  |  |  |  |  |  |  |  |  |  |  |  |  |
| | 21. Không rõ                                   |  |  |  |  |  |  |  |  |  |  |  |  |  |  |  |
| |                                                |  |  |  |  |  |  |  |  |  |  |  |  |  |  |  |
| |                                                |  |  |  |  |  |  |  |  |  |  |  |  |  |  |  |
| | 5. Thần Thành Vương thái hậu Kim thị           |  |  |  |  |  |  |  |  |  |  |  |  |  |  |  |
| |                                                |  |  |  |  |  |  |  |  |  |  |  |  |  |  |  |
| |                                                |  |  |  |  |  |  |  |  |  |  |  |  |  |  |  |
| | 11. Không rõ                                   |  |  |  |  |  |  |  |  |  |  |  |  |  |  |  |
| |                                                |  |  |  |  |  |  |  |  |  |  |  |  |  |  |  |
| |                                                |  |  |  |  |  |  |  |  |  |  |  |  |  |  |  |
| | 1. Cao Ly Hiển Tông                            |  |  |  |  |  |  |  |  |  |  |  |  |  |  |  |
| |                                                |  |  |  |  |  |  |  |  |  |  |  |  |  |  |  |
| |                                                |  |  |  |  |  |  |  |  |  |  |  |  |  |  |  |
| | 24. Cao Ly Thế Tổ/ Uy Vũ Đại Vương             |  |  |  |  |  |  |  |  |  |  |  |  |  |  |  |
| |                                                |  |  |  |  |  |  |  |  |  |  |  |  |  |  |  |
| |                                                |  |  |  |  |  |  |  |  |  |  |  |  |  |  |  |
| | 12. Cao Ly Thái Tổ                             |  |  |  |  |  |  |  |  |  |  |  |  |  |  |  |
| |                                                |  |  |  |  |  |  |  |  |  |  |  |  |  |  |  |
| |                                                |  |  |  |  |  |  |  |  |  |  |  |  |  |  |  |
| | 25. Uy Túc Vương hậu Hàn thị                   |  |  |  |  |  |  |  |  |  |  |  |  |  |  |  |
| |                                                |  |  |  |  |  |  |  |  |  |  |  |  |  |  |  |
| |                                                |  |  |  |  |  |  |  |  |  |  |  |  |  |  |  |
| | 6. Cao Ly Đới Tông                             |  |  |  |  |  |  |  |  |  |  |  |  |  |  |  |
| |                                                |  |  |  |  |  |  |  |  |  |  |  |  |  |  |  |
| |                                                |  |  |  |  |  |  |  |  |  |  |  |  |  |  |  |
| | 26. Thái úy Trung Nghĩa Công Hoàng Phủ Đễ Cung |  |  |  |  |  |  |  |  |  |  |  |  |  |  |  |
| |                                                |  |  |  |  |  |  |  |  |  |  |  |  |  |  |  |
| |                                                |  |  |  |  |  |  |  |  |  |  |  |  |  |  |  |
| | 13. Thần Tĩnh Vương thái hậu Hoàng Phủ thị     |  |  |  |  |  |  |  |  |  |  |  |  |  |  |  |
| |                                                |  |  |  |  |  |  |  |  |  |  |  |  |  |  |  |
| |                                                |  |  |  |  |  |  |  |  |  |  |  |  |  |  |  |
| | 27. Không rõ                                   |  |  |  |  |  |  |  |  |  |  |  |  |  |  |  |
| |                                                |  |  |  |  |  |  |  |  |  |  |  |  |  |  |  |
| |                                                |  |  |  |  |  |  |  |  |  |  |  |  |  |  |  |
| | 3. Hiến Trinh Vương hậu Hoàng Phủ thị          |  |  |  |  |  |  |  |  |  |  |  |  |  |  |  |
| |                                                |  |  |  |  |  |  |  |  |  |  |  |  |  |  |  |
| |                                                |  |  |  |  |  |  |  |  |  |  |  |  |  |  |  |
| | 28. Cao Ly Thế Tổ/ Uy Vũ Đại Vương             |  |  |  |  |  |  |  |  |  |  |  |  |  |  |  |
| |                                                |  |  |  |  |  |  |  |  |  |  |  |  |  |  |  |
| |                                                |  |  |  |  |  |  |  |  |  |  |  |  |  |  |  |
| | 14. Cao Ly Thái Tổ                             |  |  |  |  |  |  |  |  |  |  |  |  |  |  |  |
| |                                                |  |  |  |  |  |  |  |  |  |  |  |  |  |  |  |
| |                                                |  |  |  |  |  |  |  |  |  |  |  |  |  |  |  |
| | 29. Uy Túc Vương hậu Hàn thị                   |  |  |  |  |  |  |  |  |  |  |  |  |  |  |  |
| |                                                |  |  |  |  |  |  |  |  |  |  |  |  |  |  |  |
| |                                                |  |  |  |  |  |  |  |  |  |  |  |  |  |  |  |
| | 7. Tuyên Nghĩa Vương hậu Hoàng Phủ thị         |  |  |  |  |  |  |  |  |  |  |  |  |  |  |  |
| |                                                |  |  |  |  |  |  |  |  |  |  |  |  |  |  |  |
| |                                                |  |  |  |  |  |  |  |  |  |  |  |  |  |  |  |
| | 30. Môn hạ Thị trung Liễu Đức Anh              |  |  |  |  |  |  |  |  |  |  |  |  |  |  |  |
| |                                                |  |  |  |  |  |  |  |  |  |  |  |  |  |  |  |
| |                                                |  |  |  |  |  |  |  |  |  |  |  |  |  |  |  |
| | 15. Trinh Đức Vương thái hậu Liễu thị          |  |  |  |  |  |  |  |  |  |  |  |  |  |  |  |
| |                                                |  |  |  |  |  |  |  |  |  |  |  |  |  |  |  |
| |                                                |  |  |  |  |  |  |  |  |  |  |  |  |  |  |  |
| | 31. Không rõ                                   |  |  |  |  |  |  |  |  |  |  |  |  |  |  |  |
| |                                                |  |  |  |  |  |  |  |  |  |  |  |  |  |  |  |
| |                                                |  |  |  |  |  |  |  |  |  |  |  |  |  |  |  |